# 白金長者屋敷
白金長者屋敷（しろがねちょうじゃやしき）、または白金館（しろがねやかた）・白金城（しろがねじょう）は、東京都港区白金台5丁目の国立科学博物館附属自然教育園内にあった中世の城館とされる遺跡（日本の城）。旧白金御料地の一部として1949年（昭和24年）4月12日付けで国の天然記念物および史跡に指定されている。

## 概要
城館跡は、渋谷区から港区に向けて東流する古川（渋谷川）南岸に面した標高32メートルの武蔵野台地上に位置する。現在はほぼ全域が国立科学博物館附属自然教育園の自然林となっている。城域の外縁には断面三角形に盛土された長大な土塁が廻っており、東西400メートル×南北500メートルの規模をもつ。
城域の台地内には、北側の古川の低地帯から3つ股に枝分かれした谷戸が南西向きに入り込んでいるが、城域外縁部の土塁の盛土は、北部にあるこの谷戸唯一の開口部を横断して堰き止めるように構築されているため、城域中央が凹地状を成している。また城域内には枝状の谷戸により舌状台地が形成されているが、その内の1つの上にあるコの字形の土塁に囲まれた区画は、主郭となる居館跡とされている。なお居館跡南側は東京都庭園美術館の敷地に入っている。
寛政年間（1789年-1801年）に近藤義休により編纂された『新編江戸志』や、1829年（文政12年）成立の『御府内備考』などの史料によれば、南北朝末-室町時代初頭の応永年間（1394年-1428年）に南朝方の雑色であった柳下上総介（やなぎしたかずさのすけ）なる人物がこの地に館を構え、大量の銀（シロカネ）を保有していたため「白金長者」と呼ばれるようになったとする伝承を伝えている。
その後この地は江戸時代の1664年（寛文4年）に高松藩主・松平頼重（讃岐守）の下屋敷および抱屋敷となったが、明治時代の1871年（明治4年）に国有化され、1875年（明治8年）以降は旧海軍の白金火薬庫として利用された。1917年（大正6年）には宮内省管轄地の白金御料地となった。このような江戸時代以来の土地利用の経緯から、『日本城郭大系』は、自然教育園内に残る土塁などの城館遺構とされるものは改変を受けている可能性があり、防御施設の構造的観点から見ても白金長者が創築したと伝わる中世そのままの城館遺構と考えるのは危険であるとしている。
また港区教育委員会や港区立郷土歴史館は、現在区内で中世城郭遺跡としている遺跡の年代の根拠を、ほとんど江戸時代に編纂された地誌のみに頼っていることを認めつつ、万が一にも中世の遺構が見つかる可能性があるならば中世遺跡として認定しておくとして、当地を中世城館としているが（遺跡名は旧白金御料地遺跡）、これまでの発掘調査では確実に中世に遡る遺構は発見されていないとしている。1986年（昭和61年）から1987年（昭和62年）にかけて、自然教育園敷地東隣の亜東関係協会東京弁事処（現在の台北駐日経済文化代表処）および特別養護老人ホーム建設に際して行われた発掘調査で見つかった薬研堀状の溝遺構（50号溝）と、2010年（平成22年）から2014年（平成26年）にかけて東京都庭園美術館改修工事により行われた発掘調査で見つかった溝遺構（第2次調査5号溝・第3次調査17号溝）だけは、中世末（少なくとも江戸時代前期にあたる17世紀前半より前）に造られた可能性があると指摘されているが、依然として城館遺跡としての実態には不明点が多い。